# Włoszczowa
Włoszczowa (udtale: [vwɔˈʂt͡ʂɔva])   er en by i den østlige del af  voivodskabet Święty Krzyż i  den sydøstlige del af Polen, i den historiske region Lillepolen. Byen  har 9.750(2021) indbyggere og et areal på 30,17 km², og er administrationsby i powiatet Włoszczowa.

## Historie
Włoszczowa blev første gang nævnt i 1154, da prins Henry af Sandomierz overdrog landsbyen, da kendt som Vloszcova, til maltesermunke. Det modtog sine bycharter i 1539, da kong Sigismund 1. overrakte dokumentet til starosta af Chęciny, Hieronim Szafraniec. Byen forblev Szafraniec-familiens ejendom indtil slutningen af det 18. århundrede. I Kongeriget Polens krone og Den polsk-litauiske realunion var Włoszczowa en del af Sandomierz voivodskab i Provinsen Lillepolen.
Efter Polens delinger tilhørte den det russisk-kontrollerede Kongrespolen (1815-1918). I Anden polske republik tilhørte Włoszczowa Kielce voivodskab. Det havde en stor jødisk befolkning, som udgjorde 50 % af befolkningen i 1925. Næsten alle Włoszczowas jøder blev myrdet af tyskerne i Holocaust.
- Banegård
- Himmelfartskirken
- Partyzantów gaden
- Pendolino på Włoszczowa nordlige banegård